# Wyoming County, New York
Wyoming County är ett administrativt område i delstaten New York, USA, med 42 155 invånare. Den administrativa huvudorten (county seat) är Warsaw.

## Geografi
Enligt United States Census Bureau har countyt en total area på 1 545 km². 1 536 km² av den arean är land och 9 km² är vatten.

### Angränsande countyn
- Genesee County, New York - nord
- Livingston County, New York - öst
- Allegany County, New York - syd
- Cattaraugus County, New York - sydväst
- Erie County, New York - väst